# Claire Ouedraogo
Claire Ouedraogo es una religiosa burkinesa y activista contra la  mutilación genital femenina (MGF). Se convirtió en la presidenta de la Asociación Songmanegre para el Desarrollo de la Mujer (Association féminine songmanegre pour le développement) y una de las Embajadoras de Paz de su país. Recibió el Premio Internacional a las Mujeres de Coraje en marzo de 2020.

## Biografía
Se crio en una familia cristiana que realizaba una peregrinación anual. Decidió muy pronto que quería una vida cristiana y en 2005 estaba estudiando la Biblia con el coro de una nueva iglesia cuando se encontró con un versículo que le cambió la vida sobre cómo las personas no se entregarían en matrimonio, sino que serían como los ángeles después de la resurrección. Decidió que esa era su vocación y en 2006 fue a Togo a pasar unas semanas con las monjas de allí. Se convirtió en monja el 7 de septiembre de 2013 en Yaundé, Camerún, donde había sido novicia durante dos años.

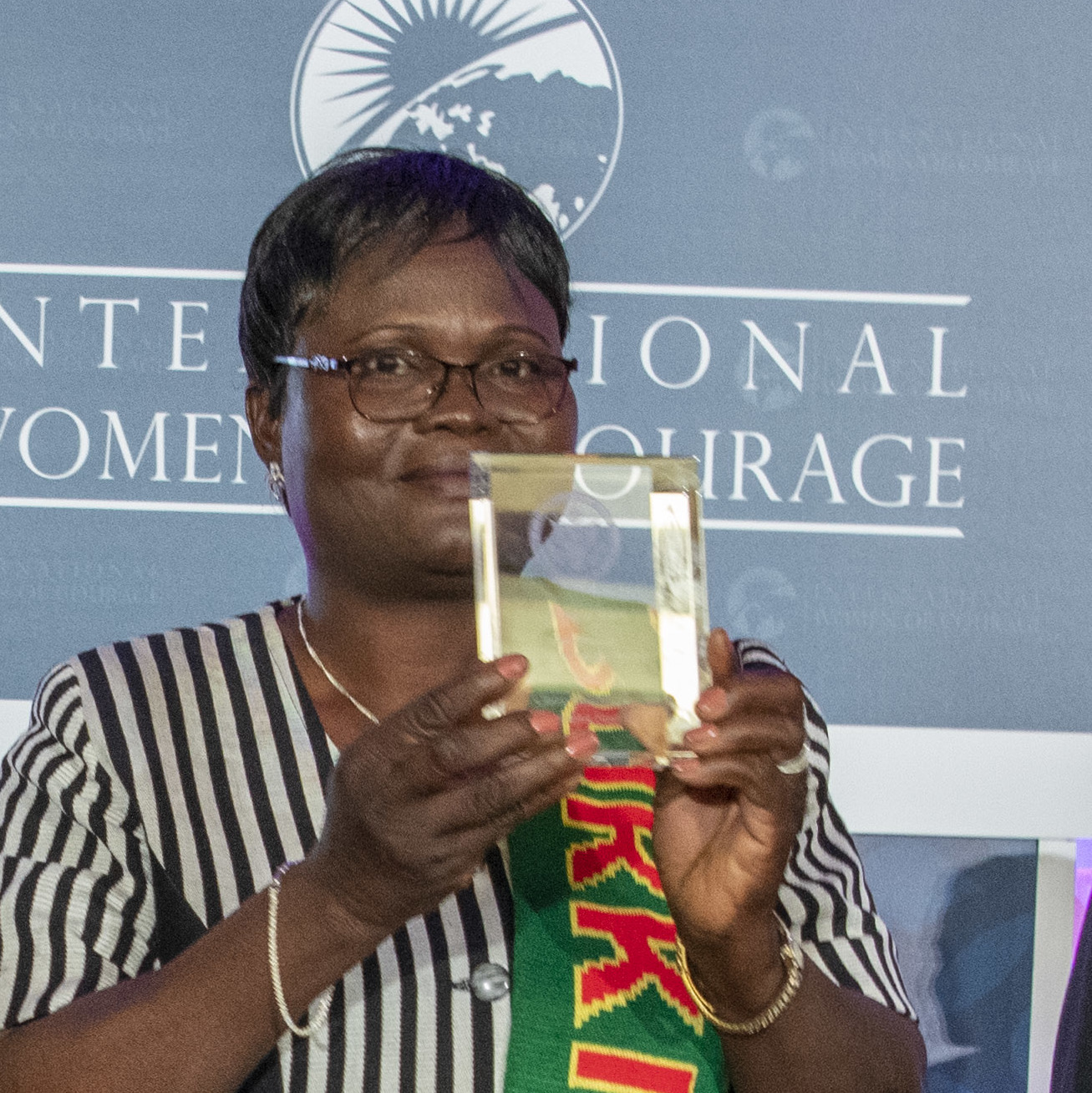
4 de marzo de 2020 Ceremonia de entrega de premios a la Mujer del Coraje

Se convirtió en presidenta de la Asociación Songmanegre para el Desarrollo de la Mujer (Association féminine songmanegre pour le développement). La organización es conocida por su lucha contra la MGF, pero el grupo apoya a las mujeres en general con planes que incluyen la anticoncepción y el microcrédito.
En 2016, el primer ministro de Burkina Faso, Paul Kaba Thieba, destacó su trabajo con las mujeres en el campo y la nombró Embajadora por la Paz. Ouedraogo continúa su trabajo incluso bajo la amenaza del terrorismo en la provincia de Bam en particular. Además es un miembro activo del Movimiento Burkinabe por los Derechos Humanos y de los Pueblos.
Fue elegida para recibir el Premio Internacional a las Mujeres de Coraje el 4 de marzo de 2020 por el Secretario de Estado de los Estados Unidos.